# Новаљија (Леко)
Новаљија је насеље у Италији у округу Леко, региону Ломбардија.
Према процени из 2011. у насељу је живело 31 становника. Насеље се налази на надморској висини од 279 м.